# Аюшеев, Радна Будаевич
Радна́ Буда́евич Аюше́ев (8 июня 1922 — 9 октября 1944) — участник Великой Отечественной войны, снайпер морской пехоты Северного флота, бурят по национальности.

## Биография
Родился в 1922 году в улусе Инзагатуй Селенгинского аймака Бурят-Монгольской АССР (ныне в Джидинском районе Бурятии) в многодетной (11 детей) семье крестьян Буды и Бадма-Дари Аюшеевых. Отец был опытным охотником и научил троих своих сыновей (Радна был самым младшим) меткой стрельбе.
В 1940 году был призван на действительную службу на Дальний Восток.
С началом Великой Отечественной войны переведён на Северный флот, в 63-ю бригаду морской пехоты. Командиры, узнав, что до призыва Радна был метким таёжным охотником, определили его в снайперы.
В октябре 1944 года участвовал в Петсамо-Киркенесской операции. В тех боях уничтожил 25 солдат противника.
Пропал без вести осенью 1944 года.